# Carl Anton Béve
Carl Anton Béve, född 26 mars 1735, död 23 februari 1802, var en svensk borgmästare, riksdagsledamot och politiker.

## Biografi
Carl Anton Béve föddes 1735 och var son till bryggaren Johan Bevi i Stockholm. Han arbetade som spannmålshandlare i Stockholm och blev 1782 rådman i staden. Béve blev 1798 handelsborgmästare i Stockholm. Han var ledamot av sjöassuransöverrätten. Béve avled 1802.
Béve var riksdagsledamot för borgarståndet i Stockholm vid riksdagen 1771–1772.
Béve gifte sig första gången med Anna Brita Cajana. Béve gifte sig andra gången med Johanna Katarina Indebetou. Hon var dotter till borgmsätaren Johan Indebetou och Wendla Wiesendorff.